# Kosmos Holding
Kosmos Global Holding Sociedad Limitada, (kortweg Kosmos Holding of Kosmos) is een Spaans mediabedrijf, investeerdersbedrijf en vermogensbeheerder opgericht in 2017 door Gerard Piqué en Hiroshi Mikitani. Het bedrijf is gevestigd in Barcelona, Spanje. 

## Activiteiten
Kosmos werd in 2017 opgericht door Gerard Piqué, oud-voetballer van FC Barcelona en door de Hiroshi Mikitani, de CEO van Rakuten en eigenaar van de Japanse topclub Vissel Kobe.
Kosmos betaalde in 2018 drie miljard dollar aan de ITF om gedurende 25 jaar de Davis Cup tennis te mogen organiseren. Traditioneel werd die landencompetitie voor mannen afgewerkt tijdens verschillende ontmoetingen in het jaar in de thuislanden van de deelnemers. Vanaf 2019 werd die hervormd door de ITF en Kosmos naar een competitie van één week (in november) met achttien landen op één locatie. Die hervorming werd niet door alle tennisspelers in dank afgenomen.
Het dochterbedrijf Kosmos Tennis, dat in augustus 2018 werd opgericht, richt zich op de ontwikkeling en het beheer van wereldwijde tennisevenementen. Kosmos Tennis wordt geleid door CEO Javier Alonso, een voormalig directeur van Dorna en door Fernando Soler, het voormalige hoofd van IMG Tennis.
Kosmos startte kort daarna ook het dochterbedrijf Kosmos Studios op, dat hoogwaardige sport en entertainmentcontent creëert. Kosmos Studios produceerde de allereerste transfer-documentaire met de spits van Atlético de Madrid, Antoine Griezmann, die zijn persoonlijke beslissing om bij de club te blijven onthult. Andere projecten omvatten een Pique+-serie met Neymar, Lionel Messi, Robert Lewandowski, James Rodríguez, Gianluigi Buffon en Javier Mascherano in aanloop naar het wereldkampioenschap voetbal 2018.
In december 2018 kocht Kosmos de Andorrese profclub FC Andorra die in de Spaanse competitie uitkomt. Sindsdien steeg de club van de vijfde naar de tweede klasse Segunda División A in 2022.
In 2019 onderhandelde Kosmos over het contract tussen de Spaanse voetbalbond RFEF en Saoedi-Arabië om vanaf 2020 gedurende zes jaar de eindfase van de Supercopa de España te organiseren in dat land. Kosmos ontving een commissie van 24 miljoen euro.